# Thieuloy-Saint-Antoine

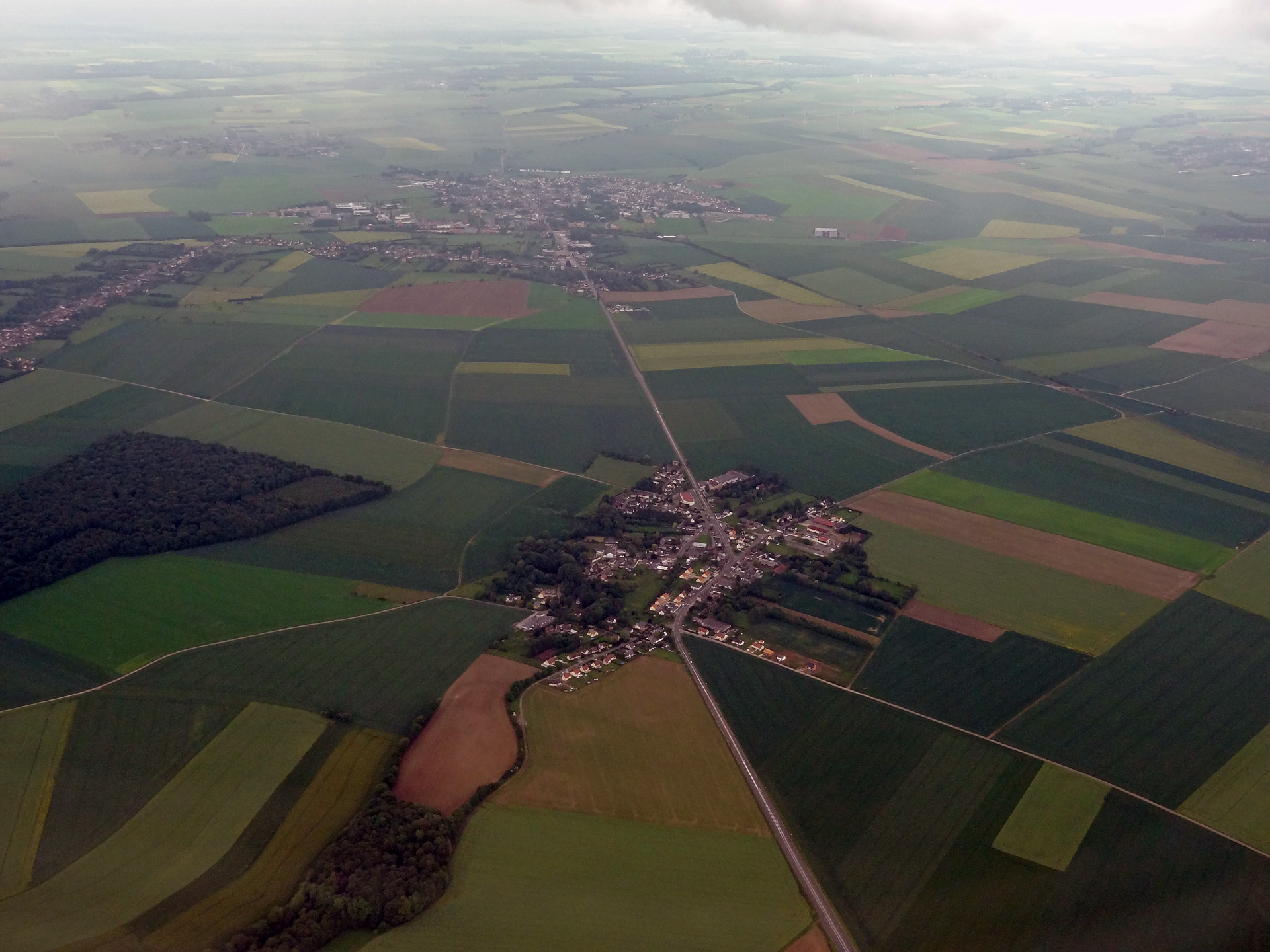
Luftaufnahme von Thieuloy-Saint-Antoine, Halloy und Grandvilliers (Oise)

Thieuloy-Saint-Antoine ist eine französische Gemeinde mit 381 Einwohnern (Stand 1. Januar 2022) im Département Oise in der Region Hauts-de-France. Die Gemeinde liegt im Arrondissement Beauvais und ist Teil der Communauté de communes de la Picardie Verte und des Kantons Grandvilliers.

## Geographie
Die Gemeinde liegt rund vier Kilometer südlich von Grandvilliers an der früheren Route nationale 1. Sie wird im Osten von der Bahnstrecke von Aumale (Seine-Maritime) nach Beauvais berührt.

## Geschichte
Die Gemeinde, die schon unter dem Ancien Régime von der Nachbargemeinde Saint Maur abhängig war, war von 1826 bis 1832 mit dieser verbunden.

## Einwohner
| 1962 | 1968 | 1975 | 1982 | 1990 | 1999 | 2006 | 2011 |
| ---- | ---- | ---- | ---- | ---- | ---- | ---- | ---- |
| 153  | 152  | 188  | 242  | 311  | 340  | 336  | 343  |

## Verwaltung
Bürgermeister (maire) ist seit 2001 Jacky Dumont.

## Persönlichkeiten
- Ferdinand Buisson (1841–1932), Pädagoge und Politiker, Träger des Friedensnobelpreises 1927, hier verstorben.